# Municipio de Parnell (Dakota del Sur)
El municipio de Parnell (en inglés: Parnell Township) es un municipio ubicado en el condado de Brookings en el estado estadounidense de Dakota del Sur. En el año 2010 tenía una población de 144 habitantes y una densidad poblacional de 1,56 personas por km².

## Geografía
El municipio de Parnell se encuentra ubicado en las coordenadas 44°14′20″N 96°35′11″O / 44.23889, -96.58639. Según la Oficina del Censo de los Estados Unidos, el municipio tiene una superficie total de 92.55 km², de la cual 92,55 km² corresponden a tierra firme y (0 %) 0 km² es agua.

## Demografía
Según el censo de 2010, había 144 personas residiendo en el municipio de Parnell. La densidad de población era de 1,56 hab./km². De los 144 habitantes, el municipio de Parnell estaba compuesto por el 88,89 % blancos, el 1,39 % eran afroamericanos, el 0,69 % eran amerindios, el 0,69 % eran asiáticos, el 4,86 % eran de otras razas y el 3,47 % eran de una mezcla de razas. Del total de la población el 6,25 % eran hispanos o latinos de cualquier raza.